# Susjednost (teorija grafova)
Susjednost, pojam iz teorije grafova.
Ako u grafu postoji brid između vrhova u i v, vrhovi su susjedni.
Dva čvora incidentna s nekom granom jesu susjedni čvorovi. Ako dvije grane imaju zajednički čvor, to su susjedne grane.
Izomorfnost grafova čuva incidenciju i susjednost.